# 楊芳燦

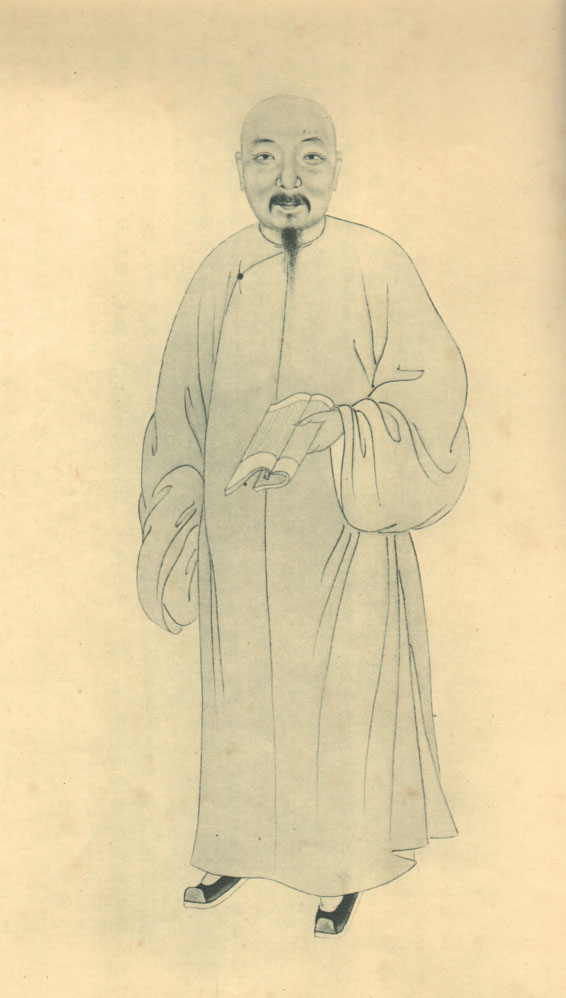

楊芳燦（1753年—1815年），字蓉裳、字才叔，江蘇省常州府金匱縣（今江蘇省無錫市）人，清朝政治人物、文學家。

## 生平
乾隆四十二年，拔貢生。乾隆四十四年，任慶陽府環縣知縣。后改伏羌縣知縣，平定當地回民叛亂。乾隆五十二年，任寧夏府靈州知州。嘉慶三年，甘肅平涼府知府。后入朝任戶部廣東司員外郎。因母喪丁憂歸鄉，主講衢州正誼書院、杭州詁經精舍、錦江書院。著有《芙蓉山館詩文鈔》。
曾祖父為楊宗濂，祖父楊孝先。伯父楊潮觀、父楊鴻觀。有從兄楊掄、弟楊揆、楊英燦。有子楊承憲、楊承惠；從子楊承懋、楊承慧、楊承愻。女婿秦承霈、龔瑞穀、張嗣敬。孫楊應韶、楊應融。